# Route nationale 654
Pour les articles homonymes, voir Route 654.
La route nationale 654 ou RN 654 était une route nationale française reliant Condom à l'Isle-Jourdain. À la suite de la réforme de 1972, elle a été déclassée en RD 654.

## Ancien tracé de Condom à L'Isle-Jourdain (D 654)
- Condom
- Béraut
- Saint-Puy
- La Sauvetat
- Fleurance
- Brugnens
- Monfort
- Mauvezin
- Cologne
- Monbrun
- L'Isle-Jourdain